# Hlinsko (Přerovi járás)
Hlinsko település Csehországban, Přerovi járásban. Hlinsko Šišma, Kladníky, Týn nad Bečvou, Lipník nad Bečvou, Osek nad Bečvou, Lhota, Pavlovice u Přerova és Sušice településekkel határos. Lakosainak száma 229 fő (2024. január 1.).

## Népesség
A település lakosságának változását az alábbi diagram mutatja:
| Lakosok száma | 352  | 313  | 292  | 297  | 256  | 202  | 219  | 239  | 241  | 229  |
|               | 1869 | 1890 | 1921 | 1950 | 1980 | 2001 | 2017 | 2019 | 2022 | 2024 |